# Gocły
Gocły [pronunciación en polaco: /ˈɡɔt͡swɨ/] es un pueblo ubicado en el distrito administrativo de Gmina Czerwin, dentro del Condado de Ostrołęka, Voivodato de Mazovia, en el este de Polonia central. Se encuentra aproximadamente a 4 kilómetros al suroeste de Czerwin, a 20 kilómetros al sureste de Ostrołęka, y a 93 kilómetros al noreste de Varsovia.